# Steel Panther
Steel Panther est un groupe de glam metal américain, originaire d'Hollywood, Los Angeles, en Californie. Ils sont connus pour leurs paroles humoristiques et leur sens de la provocation.

## Biographie

### Débuts  (2000–2008)
Nommé Metal Shop à son début, le groupe se fait connaître grâce à ses performances énergiques en concert, reprenant sur scène des classiques glam metal des années 1980. Les membres du groupe sont connus pour leurs improvisations entre les chansons, lors des concerts, discutant de drogue, de rock, de sexe et blaguant entre eux. D'abord connu comme groupe de reprises, il joue ensuite ses propres compositions et c'est sous le nom de Steel Panther qu'il sort son tout premier album en juin 2009, intitulé Feel the Steel. Steel Panther est le groupe qui joua le plus souvent sur le Sunset Strip d'Hollywood.
Influencé par des groupes comme Poison ou Journey, Michael Starr, de son vrai nom Ralph Saenz, crée le groupe Danger Kitty après avoir joué dans Atomic Punk (groupe de reprises de Van Halen), puis joue brièvement avec le groupe phare de Los Angeles, L.A. Guns. Saenz, entouré de ses amis de lycée Darren Leader (Stix Zadinia), Russ Parrish (Satchel) et Travis Haley (Lexxi Foxxx), écume les bars et pubs de Californie. À la fin des années 2000, le groupe change plusieurs fois de nom, passant de Metal Shop à Metal Skool et enfin Steel Panther en avril 2008.
Avec la renommée croissante du groupe, de nombreuses célébrités participent aux concerts. Steel Panther est le groupe qui a joué le plus longtemps au Key Club de Los Angeles. Chaque semaine, le groupe enchaîne alors deux dates à Los Angeles et deux à Las Vegas, jouant souvent à guichet fermé. Cultivant le look eighties et l'esprit « sexe, drogue and rock 'n' roll », il reprend toujours bon nombre de standards du glam metal des années 1980. En 2003, Steel Panther publie son album auto-produit Hole Patrol.
Steel Panther apparaît dans l'émission LA Ink de Kat Von D et dans l'épisode The High Price of Gas de la série TV Las Vegas.

### Feel the Steel(2009–2010)
Le 8 juin 2009, le groupe sort son second album, premier sur un label majeur et sous le nom Steel Panther, intitulé Feel the Steel. Il contient certaines chansons provenant de leur précédent album Hole Patrol, mais remasterisées, dans la continuité de leur humour « gras et macho », et de leur glam métal des années 1980. Justin Hawkins (ex-The Darkness), Corey Taylor (Slipknot), Scott Ian (Anthrax), M. Shadows d'Avenged Sevenfold et des membres de The Donnas font une apparition sur l'album. Le groupe joue pour la toute première fois en Europe au renommé Download Festival, en Angleterre, et fait une tournée de quatre dates au Royaume-Uni.

### Balls OutetBritish Invasion(2011–2013)

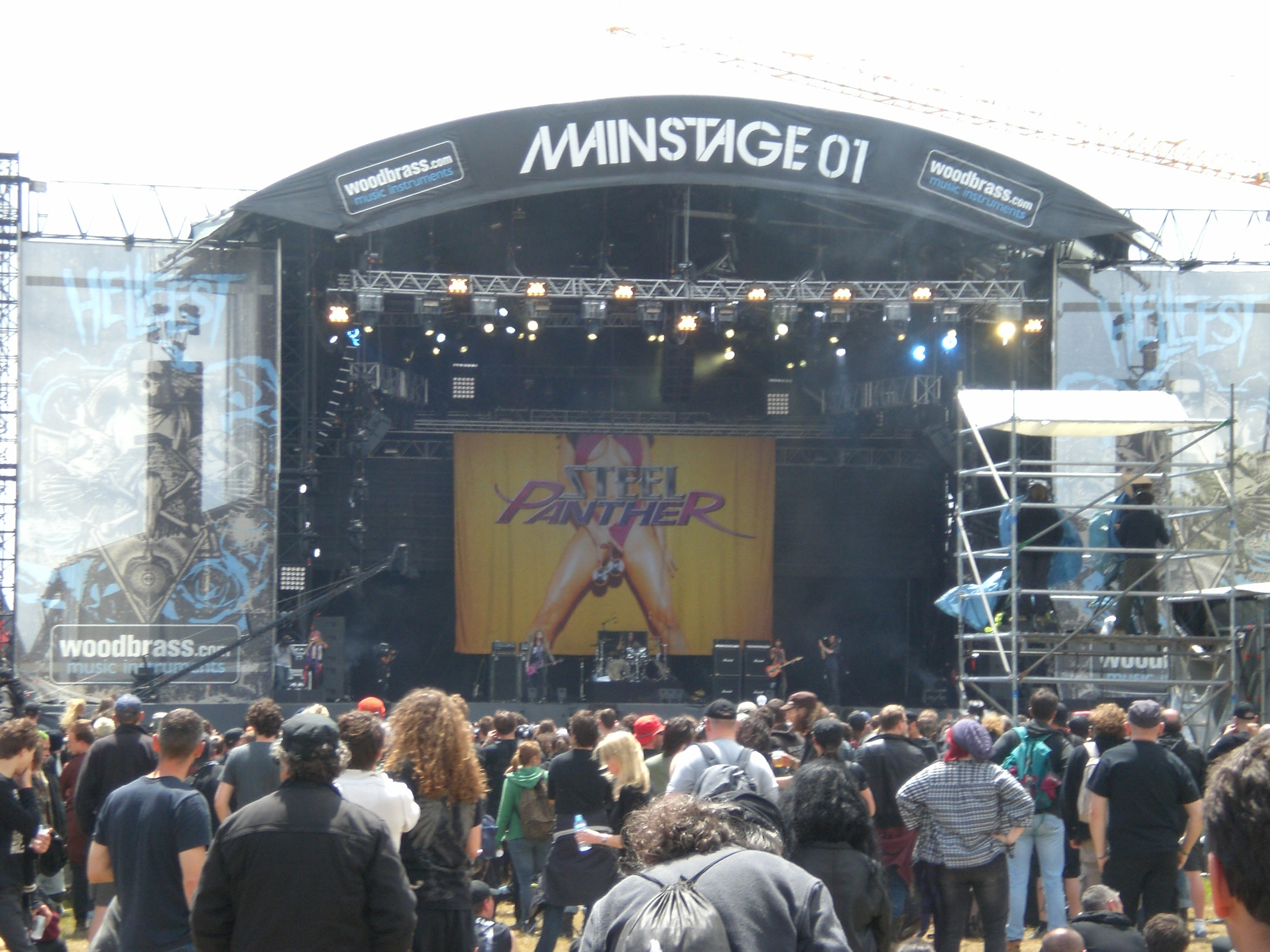
Steel Panther au Hellfest 2012.

Le 17 octobre 2011, paraît le deuxième album studio de Steel Panther, Balls Out. Il contient des tubes tels que Supersonic Sex Machine, If You Really Really Love Me et Tomorrow Night. Le groupe joue en France le samedi 16 juin 2012 au Hellfest et le 30 octobre 2012 au Bataclan à Paris.
Steel Panther sort son premier DVD live, British Invasion, en septembre 2012, publié à l'international le 22 octobre 2012. La captation a eu lieu à la Brixton Academy de Londres et est accompagnée sur le DVD du documentaire de leur tournée britannique, jouée à guichet fermé,.
En juin 2012, Steel Panther joue au Download Festival devant plus de 100 000 spectateurs. Corey Taylor de Slipknot rejoint le groupe sur scène pour jouer Death to All But Metal. Steel Panther tourne ensuite en Australie des 6 au 12 décembre 2013 avec Buckcherry et Fozzy. Les concerts sont joués en guichet fermé à Brisbane, Sydney, Melbourne, Adélaïde et Perth.
Dès octobre 2013, le groupe réalise sa propre « émission » hebdomadaire, d'une durée moyenne de 3,5 min, via sa chaîne YouTube. L'émission, présentée par un ou deux membres du groupe, est divisée en plusieurs parties :
- This Week in Music : souvent présentée par Satchel et Michael, ce segment est basé sur une critique musicale ; 3 nouveaux albums, de tous genres musicaux confondus, sont sélectionnés et critiqués ;
- Love on the Rocks : le groupe sélectionne trois questions concernant « l'amour en général » (ou plutôt le sexe) posées dans les commentaires YouTube, Facebook ou Twitter (#LoveOnTheRocks) et y répond en conseillant les auteurs sélectionnés ;
- Celeb Watch : présentée par Stix, cette émission est centrée sur les people :
- Science Panther : présentée par Lexxi qui répond à des questions de science sur le même principe que Love on the Rocks ;
- Steel Style : présentée par Michael et Lexxi, il s'agit de conseils de maquillage, coiffure, vêtements et tout ce qui concerne l'apparence physique pour sortir (« It's all about the outside ») ;
- Demolicious : de jeunes groupes envoient des démos de leurs chansons, que le groupe écoute puis critique.
En plus de ces émissions, le groupe réalise fréquemment des petites vidéos selon l’événement du moment ; pour Thanksgiving, Noël ou le nouvel an, par exemple. Fin 2013, Steel Panther annonce une nouvelle tournée en 2014 sous le titre Spreading the Disease (S.T.D.) Tour. Le groupe tourne en Europe entre février et mars, puis défend son album en Amérique du Nord en mai 2014.

### All You Can Eat(depuis 2014)
Un troisième album studio sort au printemps 2014, All You Can Eat. Il contient notamment les chansons : Party Like Tomorrow is the End of the World, Glory Hole (jouée pour la première fois sur scène à Brisbane le 6 décembre 2013, durant la tournée australienne), The Burden of Being Wonderful et Gang Bang at the Old Folks Home. Le groupe annonce que des clips vidéos de Glory Hole et The Burden of Being Wonderful seront réalisés en 2014. La pochette de cet album est une parodie de la Cène, où les membres du groupe figurent Jésus et divers Apôtres, entourés de jeunes femmes.
Interviewé pour la South Bend Tribune, Stix Zadinia dit, à propos de ce nouvel album : « Si vous avez aimé "Feel The Steel" et "Balls Out", vous allez adorer ce disque. Il y a plus de titres heavy accrocheurs et super amusants qui vous donnent envie de bouger, de passer un bon moment et de faire la fête. En outre, il y a beaucoup de riffs sur cet album et je pense que, pour ceux qui ont critiqué le groupe façon "Oh, ces gars-là portent du spandex et on est dans les années 2000", ces titres vont mettre tout cela en sommeil. ».
En 2016 sort Live From Lexxi's Mom's Garage, un album acoustique live reprenant divers morceaux des précédents
albums et introduit un nouveau morceau, That's When You Came In.
Le 17 juillet 2021, le groupe annonce le départ du bassiste Lexxi Foxxx. 

## Membres du groupe
Les membres actuels
- Ralph "Michael Starr" Saenz – chant, guitare acoustique (2000-présent)
- Russ "Satchel" Parrish – guitares électriques et acoustiques, chœurs (2000-présent)
- Darren "Stix Zadinia" Leader – batterie, percussions, claviers, piano, chœurs (2003-présent)
- Joe "Spyder" Lester – basse, chœurs (2022-présent)

Anciens membres
- Ray Luzier – batterie, percussions (2000–2003)[19]
- Travis "Lexxi Foxx" Haley – basse, chœurs (2000-2021)[20]

Anciens membres en tournée
- Phil "Silk Pockett" Buckman – basse, chœurs (2021)
- Rikki Dazzle – basse, chœurs (2021)
- Sam « Rikki Thrash » Dobbs – basse, chœurs (2021-2022)
- Tanneur "T.K." Keegan – basse, chœurs (2022)
- Tavis « Tracii Boom Boom Thunders » Stanley – basse, chœurs (2022)

## Discographie

### Albums studio
- 2003 : Hole Patrol (Crédité sous le nom de Metal Shop - album auto-produit)
- 2009 : Feel the Steel
- 2011 : Balls Out
- 2014 : All You Can Eat
- 2017 : Lower the Bar
- 2019 : Heavy Metal Rules
- 2023 : On the Prowl

### Compilations et Albums en public
- 2016 : Live From Lexxi's Mom's Garage (Enregistré en octobre 2015 à Los Angeles dans le garage de la mère de Lexxi)

### Autres
- 2001 : Love Rocket (Single promotionnel)

## Vidéographie
- 2005 : Fat Girl (Thar She Blows)
- 2009 : Death to All But Metal
- 2009 : Community Property
- 2011 : If You Really Really Love Me
- 2013 : Party Like Tomorrow Is the End of the World
- 2014 : Glory Hole
- 2014 : The Burden of Being Wonderful
- 2014 : Pussywhipped
- 2017 : Poontang Boomerang
- 2017 : Wasted Too Much Time
- 2019 : Always Gonna Be A Ho
- 2019 : All I Wanna Do Is Fuck (Myself Tonight)
- 2019 : Fuck Eveybody
- 2020 : Let's Get High Tonight